# Morfars Maria
Morfars Maria är en bok av Hans-Eric Hellberg från 1969. Den inleder serien om Maria, en vardagshjältinna.